# Dapingiano
Nella scala dei tempi geologici, il Dapingiano rappresenta il primo dei due piani o età in cui è suddiviso l'Ordoviciano medio, la seconda epoca dell'intero periodo Ordoviciano, che a sua volta è il secondo dei sei periodi in cui è suddivisa l'era del Paleozoico. 
È compreso tra 471,8 ± 1,6 e 468,1 ± 1,6   milioni di anni fa (Ma), preceduto dal Floiano e seguito dal Darriwiliano.

## Etimologia
Il nome del piano Dapingiano deriva da villaggio cinese che si trova nelle vicinanze della sezione rocciosa scelta come GSSP. La denominazione fu proposta nel 2005 e ratificata nel 2007 dalla Commissione Internazionale di Stratigrafia.

## Definizioni stratigrafiche e GSSP
Il limite inferiore del Dapingiano è dato dalla prima comparsa negli orizzonti stratigrafici dei conodonti della specie Baltoniodus triangularis. 
Il limite superiore, nonché base del successivo Darriwiliano, è fissato dalla prima comparsa della specie di graptoliti Undulograptus austrodentatus.

### GSSP
Come GSSP, il profilo stratigrafico di riferimento della Commissione Internazionale di Stratigrafia, è stata scelta nel 2007 la sezione Huanghuachang, nella provincia cinese dell'Hubei, 22 km a nordovest di Yichang, sulla strada che porta alla contea di Xinshan.